# ホーマー賞
ホーマー賞（ホーマーしょう、HOMer Award）は、英語圏におけるSF小説の文学賞である。

## 概要
1991年にアメリカのパソコン通信サービスのコンピュサーブ（CompuServe）上のSF文筆フォーラム（Science Fiction and Fantasy Literature Forum）でシスオペのジム・シュナイダーによって始められた。3つの受託者グループで管理され、SF&Fフォーラムの全メンバーが、項目の決定と、決選投票の権利をもっている。
賞名の由来は、古典詩人ホメロスの名（英語読み）と、SF&Fフォーラムの以前の名前Hom-9（ホーム・アンド・ホビーフォーラム9）を合わせて命名された。